# Shidi, Chongqing
Shidi (kinesiska: 石堤) är en köping i sydvästra Kina. Den ligger i häradet Xiushan i storstadsområdet Chongqing, omkring 270 kilometer öster om det centrala stadsdistriktet Yuzhong. Antalet invånare är 7 158. Befolkningen består av 3 577 kvinnor och 3 581 män. Barn under 15 år utgör 26,0 %, vuxna 15-64 år 61 %, och äldre över 65 år 11,0 %.